# Landrethun-le-Nord
Pour l’article homonyme, voir Landrethun-lès-Ardres.
Landrethun-le-Nord est une commune française située dans le département du Pas-de-Calais en région Hauts-de-France. Ses habitants sont appelés les Landrethunois.
La commune fait partie de la communauté de communes de la Terre des Deux Caps qui regroupe 21 communes et compte 22 332 habitants en 2021.
Le territoire de la commune se trouve en partie dans le bassin carrier de Marquise qui a la particularité de se situer au sein du parc naturel régional des Caps et Marais d'Opale.

## Géographie

### Localisation
Localisée dans l’ouest du département du Pas-de-Calais, Landrethun-le-Nord est une commune située, à vol d'oiseau, à 9 km du grand site des Deux Caps, à 13 km au sud-ouest de la commune de Calais (aire d'attraction) et à 18 km au nord-ouest de la commune de Boulogne-sur-Mer (chef-lieu d'arrondissement).
Le territoire de la commune est limitrophe de ceux de cinq communes.
Les communes limitrophes sont Caffiers, Ferques, Leubringhen, Pihen-lès-Guînes et Saint-Inglevert.

### Géologie et relief
La superficie de la commune est de 7,7 km2 ; son altitude varie de 57  à   133 m.
L'altitude varie de 57 m au nord en limite communale sur la D 243, à 133 m à l'ouest, juste au nord du lieu-dit Mimoyecques, sur une colline qui se prolonge à l'ouest (Mont Roland à 157 m).
La partie nord présente des pentes constantes qui descendent vers le nord ; l'occupation du sol est une agriculture intensive. La partie sud présente plus de particularités topographiques, elle est plus bocagère. Cette différenciation se retrouve dans la toponymie locale, avec les « champs cornus » au nord, les « pâtures des Noces », les « pâtures sèches » et « le communal » (ancien pré communal) au sud.
En limite sud-est, la topographie est marquée par une carrière.

### Hydrographie

#### Réseau hydrographique
Le territoire de la commune est situé dans le bassin Artois-Picardie. Elle est drainée par le Blacourt, d'une longueur de 8,3 km,,.

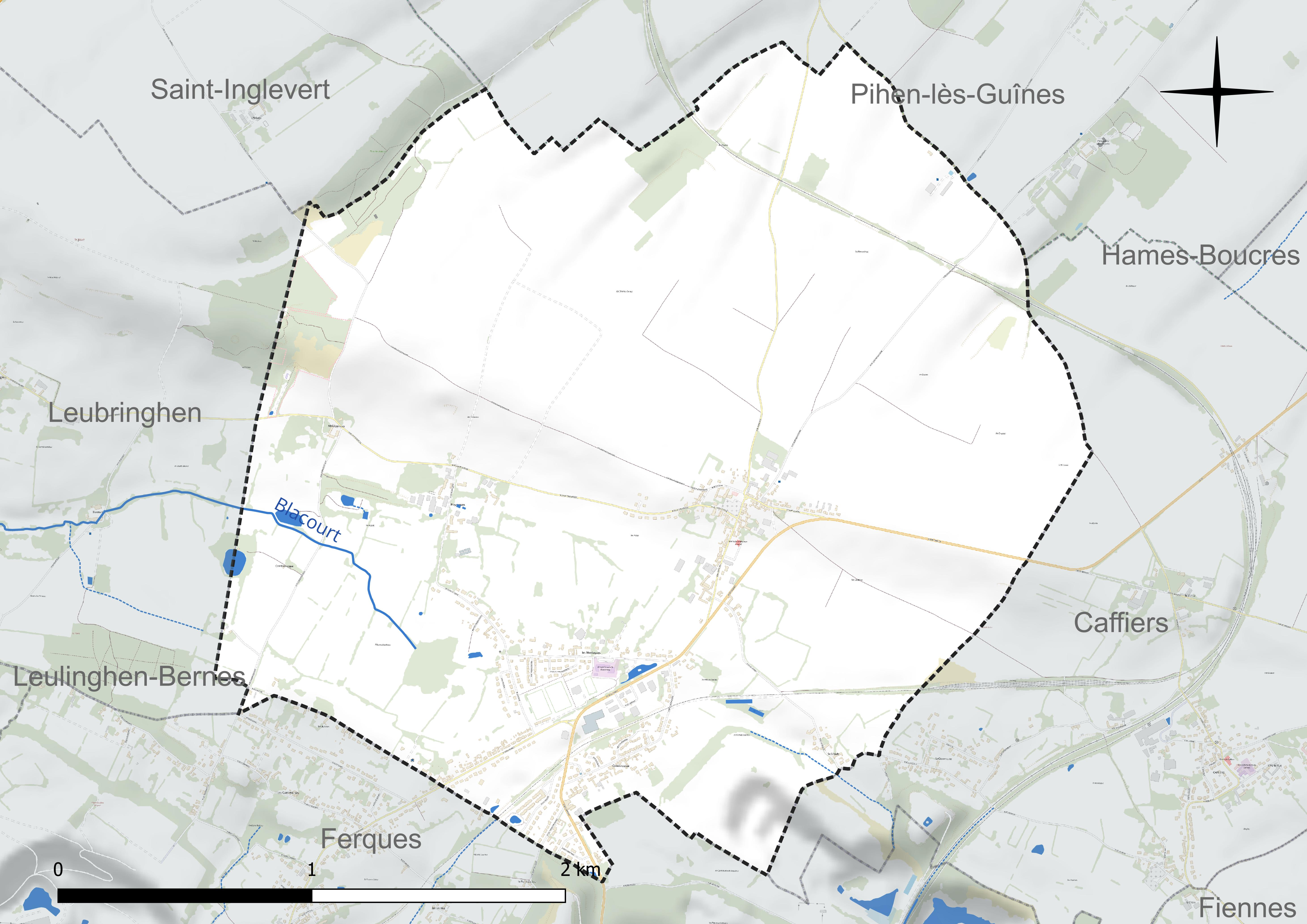
Réseau hydrographique de Landrethun-le-Nord.

#### Gestion et qualité des eaux
Le territoire communal est couvert par le schéma d'aménagement et de gestion des eaux (SAGE) « Bassin côtier du Boulonnais ». Ce document de planification concerne le Bassin côtier du Boulonnais, drainé par trois rivières côtières que sont la Liane, le Wimereux et la Slack. Ce territoire s'étend sur 700 km2. Le périmètre a été arrêté le 19 février 1998 et le SAGE proprement dit a été approuvé le 4 février 2004, puis révisé le 9 janvier 2013. La structure porteuse de l'élaboration et de la mise en œuvre est le syndicat mixte du Parc Naturel Régional des Caps et Marais d'Opale.
La qualité des cours d'eau peut être consultée sur un site dédié géré par les agences de l'eau et l'Agence française pour la biodiversité.

### Climat
Pour des articles plus généraux, voir Climat des Hauts-de-France et Climat du Pas-de-Calais.
En 2010, le climat de la commune est de type climat océanique franc, selon une étude du CNRS s'appuyant sur une série de données couvrant la période 1971-2000. En 2020, Météo-France publie une typologie des climats de la France métropolitaine dans laquelle la commune est exposée à un climat océanique et est dans la région climatique Côtes de la Manche orientale, caractérisée par un faible ensoleillement (1 550 h/an) ; forte humidité de l'air (plus de 20 h/jour avec humidité relative > 80 % en hiver), vents forts fréquents.
Pour la période 1971-2000, la température annuelle moyenne est de 10,2 °C, avec une amplitude thermique annuelle de 13 °C. Le cumul annuel moyen de précipitations est de 870 mm, avec 12 jours de précipitations en janvier et 8,8 jours en juillet. Pour la période 1991-2020, la température moyenne annuelle observée sur la station météorologique la plus proche, située sur la commune de Licques à 13 km à vol d'oiseau, est de 10,5 °C et le cumul annuel moyen de précipitations est de 1 138,1 mm,. Pour l'avenir, les paramètres climatiques de la commune estimés pour 2050 selon différents scénarios d'émission de gaz à effet de serre sont consultables sur un site dédié publié par Météo-France en novembre 2022.

### Paysages
Pour un article plus général, voir Paysage en France.
La commune s'inscrit à la jonction de deux paysages régionaux tels qu’ils sont définis dans l’atlas de paysages de la région Nord-Pas-de-Calais, conçu par la direction régionale de l'Environnement, de l'Aménagement et du Logement (DREAL), :
- les « paysages boulonnais » qui concernent 66 communes, se délimitent : au Nord, par les paysages des coteaux calaisiens et du Pays de Licques, à l'Est, par les paysages du Haut pays d'Artois, et au Sud, par les paysages Montreuillois.

Les « paysages boulonnais », constitués d'une boutonnière bordée d'une cuesta définissant un pays d'enclosure, sont essentiellement un paysage bocager composé de 47 % de son sol en herbe ou en forêt et de 31 % en herbage, avec, dans le sud et l'est, trois grandes forêts, celle de Boulogne, d'Hardelot et de Desvres et, au nord, le bassin de carrière avec l'extraction de la pierre de Marquise depuis le Moyen Âge et de la pierre marbrière dont l'extraction s'est développée au XIXe siècle.
La boutonnière est formée de trois ensembles écopaysagers : le plateau calcaire d'Artois qui forme le haut Boulonnais, la boutonnière qui forme la cuvette du bas Boulonnais et la cuesta formée d'escarpements calcaires.
Dans ce paysage, on distingue trois entités :
- - les vastes champs ouverts du Haut Boulonnais ;
  - le bocage humide dans le Bas Boulonnais ;
  - la couronne de la cuesta avec son dénivelé important et son caractère boisé[14] ;
- les « paysages des coteaux calaisiens et du pays de Licques » concernent 56 communes du Pas-de-Calais. Ces paysages s'étendent sur environ 30 km de long (est-ouest) et 15 km de large (nord-sud) et présentent deux sous-ensembles : les coteaux calaisiens au nord et le pays de Licques au sud. Les altitudes de ces paysages varient de 206 m dans le Pays de Licques, à 120 m dans l’ouest des coteaux Calaisiens, près de Guînes, et à 10 m dans l'est, près d'Audruicq[15].

Ces paysages recouvrent trois entités écopaysagères : les collines guînoises qui constituent le rebord septentrional de l'Artois, l'entité de Bredenarde qui appartient à la plaine maritime flamande, et la cuvette de Licques. Ils sont constitués de 59,70 % de cultures, de 17,30 % de forêts, de 15,11 % de prairies naturelles, permanentes, de 7,45 % d'espaces artificialisés, avec les quatre principales communes que sont Audruicq, Ardres, Guînes et Licques, de 0,27 % d'industries, et de 0,18 % de cours d'eau et plan d'eau.
Les éléments structurants de ces paysages sont la LGV Nord et l'A26, la rivière la Hem qui coule du sud vers le nord-est, les escarpements sur les coteaux du Calaisis et autour du pays de Licques et, d'ouest en est, les différents boisements comme la forêt de Guînes, le bois de l'Abbaye, la forêt de Tournehem et une partie de la forêt d'Éperlecques.

### Milieux naturels et biodiversité

#### Espaces protégés et gérés
La protection réglementaire est le mode d'intervention le plus fort pour préserver des espaces naturels remarquables et leur biodiversité associée.
Dans ce cadre, la commune fait partie de quatre espaces protégés : 
- le parc naturel régional des Caps et Marais d'Opale, d'une superficie de 132 499 ha réparties sur 154 communes, géré par le syndicat mixte d'aménagement et de gestion du parc naturel régional des Caps et Marais d'Opale[17] ;
- la forteresse De Mimoyecques, réserve naturelle régionale (RNR) d'une superficie de 9,586 ha. Terrain géré par le Conservatoire d'espaces naturels des Hauts-de-France[18] ;
- la RNR de la forteresse de Mimoyecques et coteaux, parcelle en maitrise d'usage d'une superficie de 4,57 ha. Terrain géré (location, convention de gestion) par le Conservatoire d'espaces naturels des Hauts-de-France[19] ;
- la RNR de la forteresse de Mimoyecques et coteaux, parcelle acquise en maitrise foncière d'une superficie de 7,081 ha. Terrain acquis (ou assimilé) par le Conservatoire d'espaces naturels des Hauts-de-France[20].

#### Zone naturelle d'intérêt écologique, faunistique et floristique
L'inventaire des zones naturelles d'intérêt écologique, faunistique et floristique (ZNIEFF) a pour objectif de réaliser une couverture des zones les plus intéressantes sur le plan écologique, essentiellement dans la perspective d'améliorer la connaissance du patrimoine naturel national et de fournir aux différents décideurs un outil d'aide à la prise en compte de l'environnement dans l'aménagement du territoire.
Le territoire communal comprend une ZNIEFF de type 1 : le bocage au Nord de Ferques, d'une superficie de 467 ha et d'une altitude variant de 57  à   139 mètres. Le site présente une géologie feuilletée où se succèdent une dizaine de couches géologiques dont les assises du Dévonien qui sont les plus étendues.

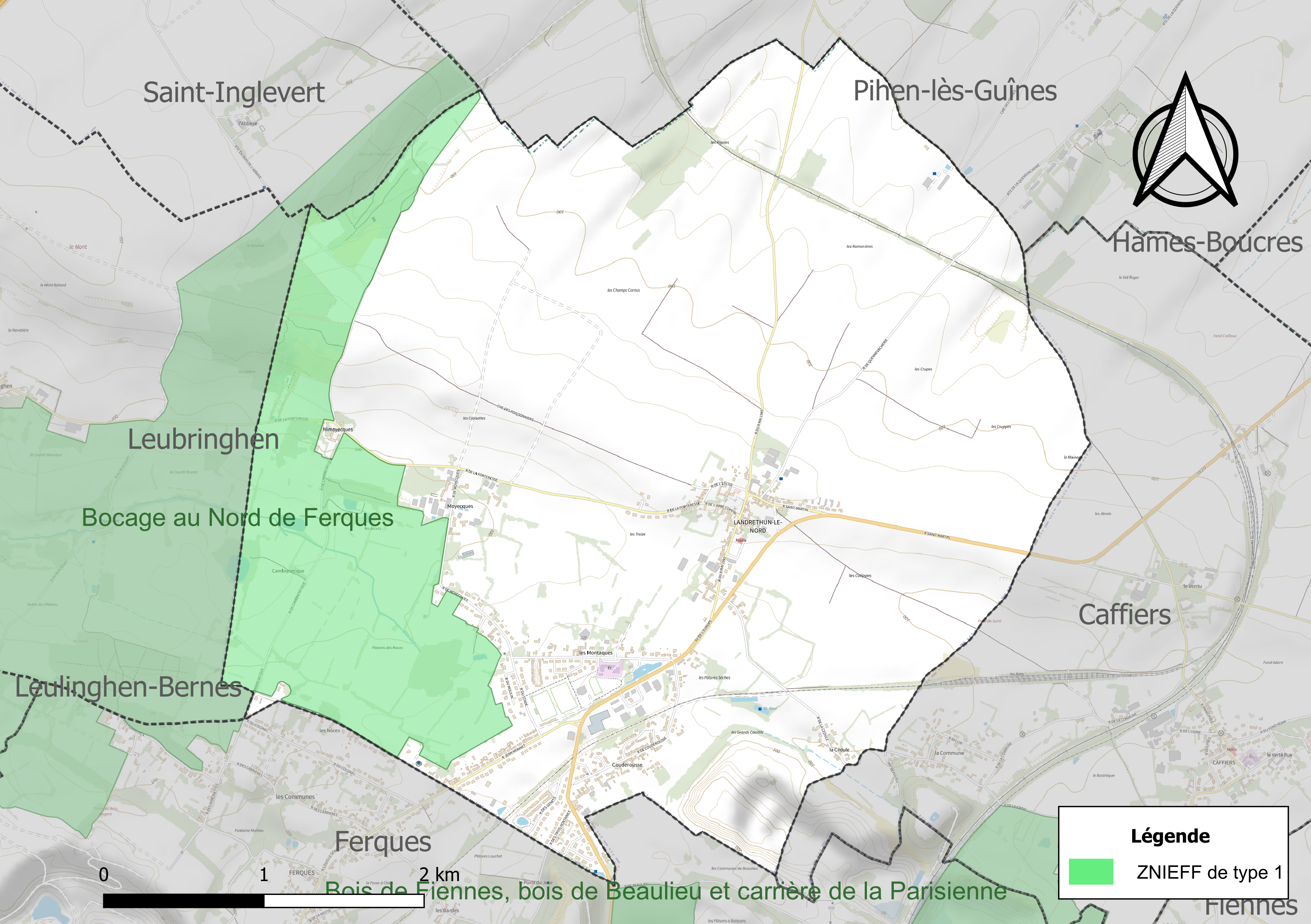
Carte de la ZNIEFF sur la commune.

#### Patrimoine géologique
Sur le territoire communal se trouve le site des faunes givétiennes des carrières du Banc Noir et du Griset. Il est inscrit à l'inventaire national du patrimoine géologique. Ces carrières sont exploitées pour la fabrication de granulats et d'enrochements, la carrière du Griset est encore en exploitation.

#### Espèces faunistiques et floristiques
L'Inventaire national du patrimoine naturel (INPN) recense plusieurs espèces faunistiques et floristiques sur le territoire de la commune dont certaines sont protégées et d'autres menacées et quasi-menacées.

## Urbanisme

### Typologie
Au 1er janvier 2024, Landrethun-le-Nord est catégorisée bourg rural, selon la nouvelle grille communale de densité à sept niveaux définie par l'Insee en 2022.
Elle appartient à l'unité urbaine de Ferques, une agglomération intra-départementale regroupant deux  communes, dont elle est une commune de la banlieue,,. Par ailleurs la commune fait partie de l'aire d'attraction de Calais, dont elle est une commune de la couronne,. Cette aire, qui regroupe 45 communes, est catégorisée dans les aires de 50 000 à moins de 200 000 habitants,.

### Occupation des sols
L'occupation des sols de la commune, telle qu'elle ressort de la base de données européenne d'occupation biophysique des sols Corine Land Cover (CLC), est marquée par l'importance des territoires agricoles (87,1 % en 2018), en diminution par rapport à 1990 (93,5 %). La répartition détaillée en 2018 est la suivante :
terres arables (68,7 %), prairies (18,4 %), zones urbanisées (10,4 %), mines, décharges et chantiers (2,5 %), forêts (0,1 %). L'évolution de l'occupation des sols de la commune et de ses infrastructures peut être observée sur les différentes représentations cartographiques du territoire : la carte de Cassini (XVIIIe siècle), la carte d'état-major (1820-1866) et les cartes ou photos aériennes de l'IGN pour la période actuelle (1950 à aujourd'hui).

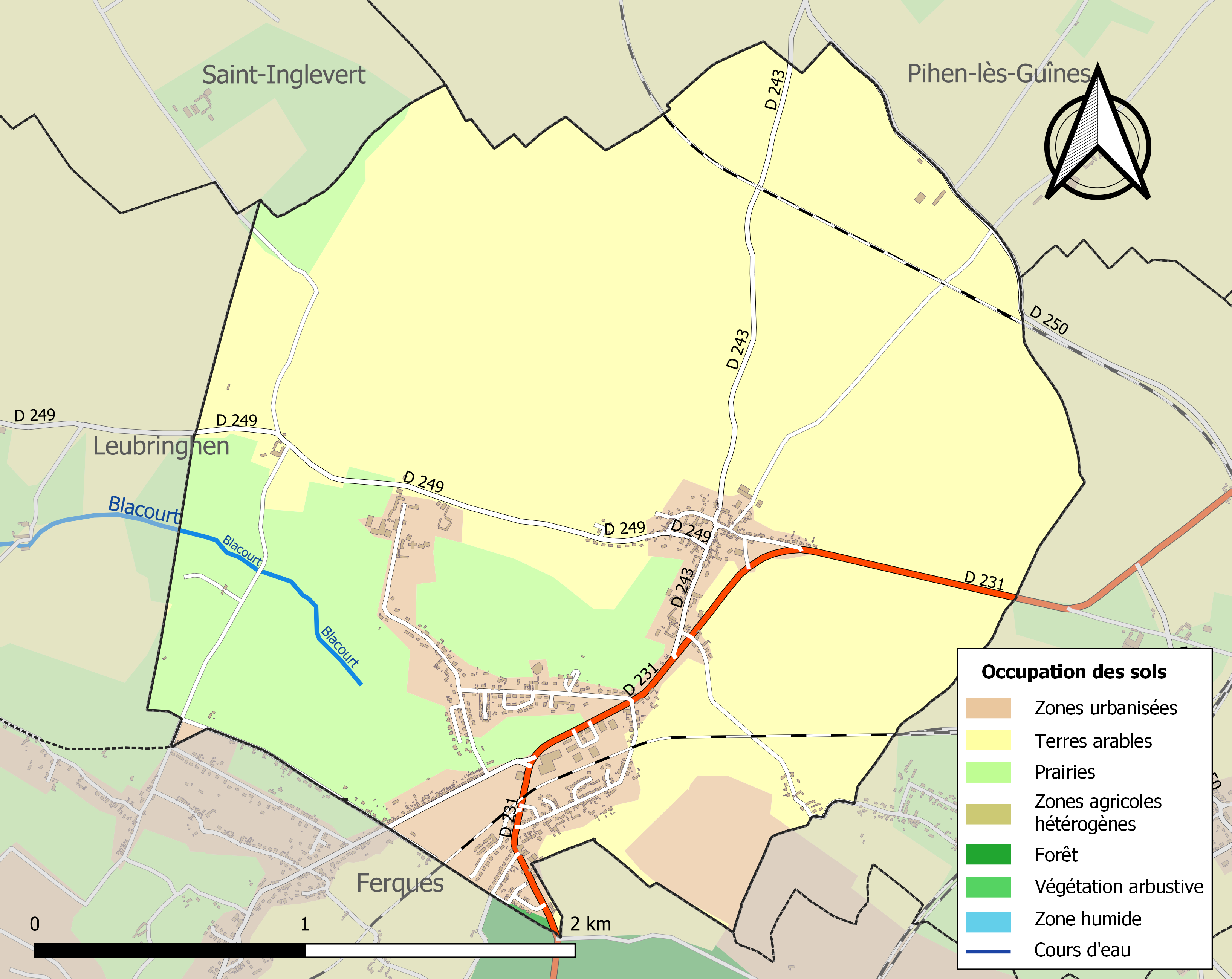
Carte des infrastructures et de l'occupation des sols de la commune en 2018 (CLC).

### Voies de communication et transports
Landrethun-le-Nord est dans le périmètre du parc naturel régional des Caps et Marais d'Opale et de la communauté de communes de la Terre des Deux Caps. Elle fait partie des communes de l'Arc urbain et du Bassin Carrier (l'un des 3 secteurs paysagers du SCOT, le plus urbain). Elle se situe à 12 km du littoral par la route (à Wissant), à 18 km de Calais et à 23 km de Boulogne-sur-Mer. Le pôle secondaire de Marquise est à 9 km par la route.
La commune est desservie par les routes départementales 231, 243 et 249, ainsi que par différents chemins dont le chemin des Poissonniers. L'autoroute A 16 (reliant Dunkerque à Rouen) est accessible à un peu moins de 7 km.
Une voie ferrée passe sur la commune ; elle est utilisée uniquement comme desserte ferroviaire des carrières du Boulonnais. La gare la plus proche est celle du Haut-Banc (sur la commune voisine de Ferques). La gare de Calais - Fréthun se situe à environ 10 km au nord. La ligne permet d'accéder à Londres, Lille, Paris, Boulogne-sur-Mer, Calais.
Le secteur est desservi par la ligne de Bus no 4 du conseil général.

## Toponymie
Le nom de la localité est attesté sous les formes Landringhetun (1119), Landretum (1157), Landretun juxta Fielnes (XIIe siècle), Landrethun-lez-Caffiers (1480), Laynderton (1556), Landrethun-le-Noir (1655), Landerthun (1767), Landrethun (1793), Landrethun-le-Nord (depuis 1801),.
Comme pour Landrethun-lès-Ardres, Ernest Nègre avance comme origine toponymique l'anthroponyme germanique Landarius suivi de -ingen « gens (de) » + -tun « ferme, village » donnant le « village du peuple de Landarius ». Fut ajouté ensuite le suffixe -le-Nord afin de différencier la commune de son homonyme.

## Histoire

### Premières occupations humaines
L'occupation humaine dans le secteur est très ancienne ; des ossements et fragments de poterie ont été retrouvés sur la commune voisine de Ferques.
Un groupe de pierres dressées sur Landrethun port le nom de La danse des Neuches. Considérées un temps comme un cromlech (Enceinte mégalithique), ou comme des menhirs ou encore comme un sanctuaire druidique, il semble qu'il s'agisse simplement d'un affleurement de pierres. Les pierres ont fait l'objet de prélèvements à différentes moments e tne présentent donc plus leur aspect originel.Le lieu fait l'objet d'une légende : la Légende des Neuches les pierres seraient les membres d'une noce ayant manqué de respect au saint-sacrement, et de ce fait punis en étant pétrifiés sur place; la légende incluant la proximité d'une source sacrée devenant miraculeuse dans des conditions bien précises.

### Moyen Âge
Au VIIIe siècle, le christianisme s'est propagé dans la région (moines mérovingiens).
Les deux églises voisines de Ferques furent probablement construites au XIIe siècle. L'abbaye voisine de Beaulieu fut également fondée durant cette période, probablement en 1131.
Vers 1186, la comtesse de Boulogne, Ide de Lorraine, confirme qu'Engelran de Fiennes a donné la dîme de Landertun à l'abbaye Saint-Médard d'Andres. Cette donation ne va pas sans problème, elle est contestée par Henri Malerbe, et il faut attendre 1200 pour que, selon l'évêque de Thérouanne Lambert de Bruges, le dit Malerbe renonce en faveur de l'abbaye à ses prétentions sur cette dîme.
La guerre de Cent Ans marqua la région aux XIVe siècle et XVe siècle.

### Époque contemporaine
Fin XIXe siècle et début XXe siècle, les petites carrières se regroupèrent en société à plus gros capitaux. La vie des ouvriers du secteur était régie par ces sociétés, avec des logements gratuits ou à loyer très modique, un enseignement orienté vers l'industrie de la pierre, des équipements de loisirs. Mais les sociétés n'échappèrent pas aux revendications, avec une grève générale en 1906, une en 1907, et une en 1936 qui fit échos aux mouvements nationaux.
Les carrières eurent une importance stratégique durant les deux guerres mondiales, pour l'entretien du front de la Somme à la mer durant la première, puis pour l'Organisation Todt (constructions et ingénierie) durant l'occupation lors de la seconde.
Durant cette guerre, le bunker de la forteresse de Mimoyecques fut construit. Il était destiné à l'usage du canon expérimental allemand V3. Le site fut bombardé à de nombreuses reprises, ce qui empêcha sa mise en service effective.
L'église contemporaine a été dessiné par l'architecte Joseph Philippe, disciple de Paul Bellot

## Politique et administration

### Découpage territorial
La commune se trouve dans l'arrondissement de Boulogne-sur-Mer du département du Pas-de-Calais.

#### Commune et intercommunalités
La commune est membre de la communauté de communes de la Terre des Deux Caps.

#### Circonscriptions administratives
La commune est rattachée au canton de Desvres.

#### Circonscriptions électorales
Pour l'élection des députés, la commune fait partie de la sixième circonscription du Pas-de-Calais.

### Élections municipales et communautaires

#### Liste des maires
| Période                                  | Période                       | Identité            | Étiquette | Qualité          |
| ---------------------------------------- | ----------------------------- | ------------------- | --------- | ---------------- |
| Les données manquantes sont à compléter. |                               |                     |           |                  |
| mai 1935                                 | mars 1959                     | Eugène Parenty      |           |                  |
| mars 1959                                | mars 1983                     | Jean-Baptiste Bègue | DVG       |                  |
| mars 1983                                | septembre 2020                | Émile Petit         | SE        | Mort en fonction |
| septembre 2020                           | En cours (au 15 octobre 2020) | Michel Delmaire     |           | Technicien       |

## Population et société

### Démographie
Les habitants sont appelés les Landrethunois.

#### Évolution démographique
L'évolution du nombre d'habitants est connue à travers les recensements de la population effectués dans la commune depuis 1793. Pour les communes de moins de 10 000 habitants, une enquête de recensement portant sur toute la population est réalisée tous les cinq ans, les populations de référence des années intermédiaires étant quant à elles estimées par interpolation ou extrapolation. Pour la commune, le premier recensement exhaustif entrant dans le cadre du nouveau dispositif a été réalisé en 2005.

En 2022, la commune comptait 1 242 habitants, en évolution de −4,39 % par rapport à 2016 (Pas-de-Calais : −0,72 %, France hors Mayotte : +2,11 %).
| 1793 | 1800 | 1806 | 1821 | 1831 | 1836 | 1841 | 1846 | 1851 |
| ---- | ---- | ---- | ---- | ---- | ---- | ---- | ---- | ---- |
| 454  | 426  | 498  | 473  | 487  | 485  | 495  | 535  | 575  |

| 1856 | 1861 | 1866 | 1872 | 1876 | 1881 | 1886 | 1891 | 1896 |
| ---- | ---- | ---- | ---- | ---- | ---- | ---- | ---- | ---- |
| 559  | 562  | 578  | 527  | 566  | 588  | 570  | 594  | 559  |

| 1901 | 1906 | 1911 | 1921 | 1926 | 1931 | 1936 | 1946 | 1954 |
| ---- | ---- | ---- | ---- | ---- | ---- | ---- | ---- | ---- |
| 541  | 568  | 572  | 522  | 485  | 446  | 499  | 410  | 431  |

| 1962 | 1968 | 1975 | 1982 | 1990 | 1999 | 2005  | 2006  | 2010  |
| ---- | ---- | ---- | ---- | ---- | ---- | ----- | ----- | ----- |
| 539  | 625  | 744  | 707  | 853  | 906  | 1 084 | 1 121 | 1 199 |

| 2015  | 2020  | 2022  | - | - | - | - | - | - |
| ----- | ----- | ----- | - | - | - | - | - | - |
| 1 307 | 1 252 | 1 242 | - | - | - | - | - | - |

#### Pyramide des âges
En 2018, le taux de personnes d'un âge inférieur à 30 ans s'élève à 38,4 %, soit au-dessus de la moyenne départementale (36,7 %). À l'inverse, le taux de personnes d'âge supérieur à 60 ans est de 20,7 % la même année, alors qu'il est de 24,9 % au niveau départemental.
En 2018, la commune comptait 629 hommes pour 654 femmes, soit un taux de 50,97 % de femmes, légèrement inférieur au taux départemental (51,50 %).
Les pyramides des âges de la commune et du département s'établissent comme suit.
| Hommes | Classe d’âge | Femmes |
| ------ | ------------ | ------ |
| 0,5    | 90 ou +      | 0,8    |
| 5,5    | 75-89 ans    | 7,2    |
| 12,7   | 60-74 ans    | 14,6   |
| 21,7   | 45-59 ans    | 17,2   |
| 21,3   | 30-44 ans    | 21,6   |
| 16,0   | 15-29 ans    | 17,2   |
| 22,3   | 0-14 ans     | 21,3   |

| Hommes | Classe d’âge | Femmes |
| ------ | ------------ | ------ |
| 0,5    | 90 ou +      | 1,6    |
| 5,6    | 75-89 ans    | 8,9    |
| 16,7   | 60-74 ans    | 18,1   |
| 20,2   | 45-59 ans    | 19,2   |
| 18,9   | 30-44 ans    | 18,1   |
| 18,2   | 15-29 ans    | 16,2   |
| 19,9   | 0-14 ans     | 17,9   |

### Vie locale
Le village abrite plusieurs associations :
- U.S.L. club de football ;
- Les miladies Troupe de majorettes et leur fanfare ;
- Club de gymnastique ;
- Étang de pêche.

## Économie
Une association de réinsertion sociale, Le Chênelet, a développé des activités de scierie (bois issus de forêts situées dans un périmètre d'un rayon de 200 km maximum), de fabrication de briques de terre crue (terre issue des déblais des carrières), de maraîchage et de production de produits alimentaires (paniers bio, conserves). Environ 25 personnes sont employées en réinsertion sur ce site. L'association a développé une société de construction d'habitat en écoconstruction, et a construit des logements sociaux à proximité immédiate des activités, avec les matériaux produits sur place. Quatre logements sont en brique de terre crue et deux en bois ; une chaudière bois collective a également été installée.
Un estaminet est implanté sur la commune.
Une société de mécanique de précision est également implantée dans la commune ainsi qu'un studio d'enregistrement.
La commune accueille également plusieurs commerces et artisans tels que coiffeur, menuisier, transporteur, garagiste station-service, serres, réparateur agricole et bien d'autres.

### Bassin carrier de Marquise
La commune est située dans le bassin carrier de Marquise. Ce bassin carrier est exploité, en 2025, par quatre entreprises : la société des carrières du Boulonnais créée en 1896 (granulats), la société des carrières de la Vallée Heureuse, créée en 1842 (granulats calcaire et pierre et marbre de marquise), la société des carrières de Stinkal (sables et de granulats) et la société magnésie et dolomie de France (pierres ornementales et de construction, de calcaire industriel, de gypse, de craie et d'ardoise). La société des carrières Randon (calcaire industriel, de gypse et de craie) a cessé d'exister en 1996. La production annuelle du site est de dix millions de tonnes de granulats et de 57 millions de m3 de materiaux stériles.
Ce site qui s'étend sur 2 500 hectares, concerne neuf communes : Caffiers, Ferques, Fiennes, Landrethun-le-Nord, Leubringhen, Leulinghen-Bernes, Marquise, Rety, et Rinxent. Il a la particularité de se trouver au sein du parc naturel régional des Caps et Marais d'Opale.  
En 1994, pour une durée de vingt ans, un « plan de paysage de bassin carrier de Marquise » est signé entre les sociétés exploitant les carrières, les neuf communes concernées, le parc naturel régional et les pouvoirs publics. L'objectif de ce plan est que le bassin carrier ait « les mêmes allures et pentes que les collines naturelles du Boulonnais et une base boisée avec des essences locales. Leur sommet restant en landes, milieu à la biodiversité exceptionnelle ». En 2014, un plan réactualisé est de nouveau signé par les différents acteurs pour une durée de 30 ans,.
C'est dans ce bassin carrier qu'est extrait le « marbre Lunel » pour la restauration du sol de la cathédrale Notre-Dame de Paris à la suite de l'incendie.

## Culture locale et patrimoine

### Lieux et monuments
- L'église Saint-Martin.
- Le monument aux morts[56].
- La forteresse de Mimoyecques près du hameau de Moyecques.
- La rue des Noces, où a eu lieu la danse des Neuches.

### Héraldique
| Blason de Landrethun-le-Nord | Blason  | D'or à la croix ancrée de gueules, au chef d'azur chargée d'une étoile d'argent. |
| Blason de Landrethun-le-Nord | Détails | Armes de la famille de Fresnoye, seigneurs et baron de Landrethun, qui portait « d'or à la croix ancrée de gueules » auxquelles furent ajoutés un chef d'azur et une étoile, censée représenter le point cardinal qui tient lieu de complément au nom de la commune, la distinguant de Landrethun-lès-Ardres. Le statut officiel du blason reste à déterminer. |

## Pour approfondir

#### Bases de données, dictionnaires et encyclopédies
- Ressources relatives à la géographie :   - Insee (communes)
  - Ldh/EHESS/Cassini
- Ressource relative à plusieurs domaines :   - Annuaire du service public français
- Notices d'autorité :   - VIAF
  - BnF (données)
  - GND